# Herb gminy Chełm
Herb gminy Chełm – jeden z symboli gminy Chełm, którego obecna wersja została ustanowiona 27 maja 2025.

## Wygląd i symbolika
Herb przedstawia na tarczy w polu zielonym srebrną wieżę ze złotym dachem oraz czarnymi oknami i wejściem, a po jej obu stronach dwa złote dęby. Wieża nawiązuje do budowli w Stołpiu, najstarszej wzmiankowanej miejscowości na terenie gminy, natomiast dęby symbolizują krajobraz gminy i historię regionu. Dwa dęby wraz z zielonym polem nawiązują do herbu powiatu, a przez to pośrednio do herbu ziemi chełmskiej. 

## Historia

Herb gminy do 2023
Flaga gminy do 2023

Pierwsza wersja herbu gminy, autorstwa Piotra Dymmela, ustanowiony 26 października 2006. Przedstawiał on w polu zielonym srebrnego idącego niedźwiedzia (nawiązanie do herbu Chełma), a pod nim złotą gałąź dębu skierowaną w górę z trzema zielonymi liśćmi i dwoma żołędziami (symbol przyrody i krajobrazu gminy). Z uwagi na podobieństwo do herbu Chełma oraz powiatu chełmskiego, co w ocenie radnych powodowało problemy w identyfikacji jednostki, symbole gminy zostały uchylone uchwałą Rady Gminy Chełm z 30 stycznia 2023. Nowy projekt herbu opracowali w 2025 roku Kamil Wójcikowski i Robert Fidura.